# Southland (4.ª temporada)
A quarta temporada de Southland estreou em 2012.

## Episódios
| Nº # | Episódio # | Título            | Dirigido por        | Escrito por       | Audiência EUA (milhões) | Data de Lançamento      | Código de Produção |
| --- | ---------- | ----------------- | ------------------- | ----------------- | ----------------------- | ----------------------- | ------------------ |
| 24 | 1          | "Wednesday"       | Christopher Chulack | Jonathan Lisco    | 1.76                    | 17 de janeiro de 2012   | 3X6701             |
| John Cooper retorna para patrulhar depois de ter uma cirurgia nas costas e é emparelhado com a Oficial Jessica Tang (Lucy Liu). Eles respondem a um veículo fugitivo e uma tentativa de suicídio em uma fábrica. Ben e Sammy perseguem membros de gangues no meio de um tiroteio através de um bairro e escola, e Ben tem problema com a forma como a cena do crime é tratado pelo Diretor Danny Ferguson (Lou Diamond Phillips). Mais tarde, Ben está em uma perseguição a pé de um suspeito de estupro tentado quando o suspeito é atropelado por um caminhão. Ben e Danny debate dando os primeiros socorros ao suspeito. Lydia tem uma ex-informante confidencial aparecendo pedindo para ser realocada. Lydia não tem nenhuma piedade de suas circunstâncias e diz a ela para voltar para Lancaster. A informante é mais tarde encontrada morta na praia. Um homem caminha para a delegacia de polícia com uma arma e o tiroteio que se seguiu deixa Ferguson e outros oficiais feridos. |            |                   |                     |                   |                         |                         |                    |
| 25 | 2          | "Underwater"      | Nelson McCormick    | Cheo Hodari Coker | 2.17                    | 24 de janeiro de 2012   | 3X6702             |
| Os últimos problemas físicos de Tang e Cooper são postas à prova quando eles são atacados por um assaltante na rua. Lydia e Ruben (Dorian Missick) investigam um assassinato em uma loja de conveniência, e Lydia usa seu charme típico compassivo para recolher fatos sobre a sua suspeita de uma avó despretensiosa (Marla Gibbs). Ben e Sammy pegam carona com um outro oficial que é propenso a erros pequenos. Joel Rucker (Carl Lumbly) toma posse como o novo capitão. |            |                   |                     |                   |                         |                         |                    |
| 26 | 3          | "Community"       | Felix Alcalá        | Jason Horwitch    | 2.11                    | 31 de janeiro de 2012   | 3X6703             |
| É dia do capa nas ruas de Los Angeles, e o Capitão Rucker tem o departamento atuando como monitores no salão. Sammy permite um velho morrer quando ele deixa um território da gangue autônoma, causando uma guerra de gangues violentas que irrompem-se por toda a cidade. O recente erro de Ben continua a assombrá-lo onde quer que ele vá. Ruben pratica seu discurso para sua filha no meio de uma investigação de assassinato. Cooper e Tang investigam um assalto em uma estrito lar Ortodoxo judaico, levando Tang a revelar partes do seu passado. |            |                   |                     |                   |                         |                         |                    |
| 27 | 4          | "Identity"        | Nelson McCormick    | Sara Gran         | 1.54                    | 7 de janeiro de 2012    | 3X6704             |
| Tang tenta ajudar um veterinário sem teto obter uma carteira de identidade (RG) de modo que ele vai ser internado em um abrigo. A situação abre os olhos de John para o passado de seu parceiro. Sammy está determinado a salvar um cão depois que ele acidentalmente atira-lo na perna. Lydia e Ruben investigar o assassinato de um homem que emprestou uma mão amiga para as mulheres em necessidade. Ben e Lydia cada enfrentar grandes mudanças da vida. |            |                   |                     |                   |                         |                         |                    |
| 28 | 5          | "Legacy"          | J. Michael Muro     | Heather Zuhlke    | 1.89                    | 14 de fevereiro de 2012 | 3X6705             |
| John tenta salvar um adolescente suicida com uma atitude extrema. Sammy convence um ex-viciado para ser um informante, com consequências devastadoras. Tang recebe a visita de alguém em seu passado. Lydia e Ruben investigam uma suposta invasão de casa que parece ter sido encenado para encobrir um assassinato. |            |                   |                     |                   |                         |                         |                    |
| 29 | 6          | "Integrity Check" | Christopher Chulack | Jonathan Lisco    | 1.64                    | 21 de fevereiro de 2012 | 3X6706             |
| Sammy tenta fazer as pazes após o assassinato de um jovem que concordou em testemunhar em um de seus casos. John e Tang encontrar-se como babá de equipe de filmagem documental. Lydia é condenada a colocar seu uniforme e servir como supervisor de turno para o dia, mas o trabalho é mais do que seu corpo é capaz de lidar. |            |                   |                     |                   |                         |                         |                    |
| 30 | 7          | "Fallout"         | Allison Anders      | Etan Frankel      | 1.90                    | 28 de fevereiro de 2012 | 3X6707             |
| As coisas simplesmente vão de mal a pior quando Jessica é vista mexendo nas provas da cena após um tiroteio. Sammy mantém um rancor contra Ben por não ter apoiado ele sobre as provas de drogas que podem ter sido plantadas durante a prisão. Lydia trata de uma decisão sobre a sua situação. |            |                   |                     |                   |                         |                         |                    |
| 31 | 8          | "God's Work"      | Guy Norman Bee      | Cheo Hodari Coker | 1.96                    | 6 de março de 2012      | 3X6708             |
| Lydia e Ruben investigam a morte de uma jovem babá, mas primeiro eles têm que encontrar as crianças que estavam sob seus cuidados. Ben tenta intervir na vida de uma prostituta com uma filha, mas seus esforços apenas pioram as coisas. E enquanto Tang recebe uma atualização sobre o menino, ela dispara a arma, John ainda quer que ela seja limpa sobre o que realmente aconteceu. |            |                   |                     |                   |                         |                         |                    |
| 32 | 9          | "Risk"            | J. Michael Muro     | Jason Horwitch    | 1.76                    | 13 de março de 2012     | 3X6709             |
| O dia de Ben vai de mal a pior quando as ações passadas voltam para assombrá-lo. Cooper e Tang são chamados pelo FID novamente e Adams encontra-se preso em uma situação extremamente perigosa que pode ter mais de um efeito sobre ela do que se pensava. |            |                   |                     |                   |                         |                         |                    |
| 33 | 10         | "Thursday"        | Christopher Chulack | Jonathan Lisco    | 1.69                    | 20 de março de 2012     | 3X6710             |
| Cooper salva Tang de levar um tiro e Tang é promovida a sargento e comandante assistente. |            |                   |                     |                   |                         |                         |                    |